# Elecciones federales de México de 2018 en Aguascalientes
Las elecciones federales de México de 2018 en Aguascalientes se llevaron a cabo el domingo 1 de julio de 2018, y en ellas se renovaron los siguientes cargos de elección popular:
- Presidente de la República. Jefe de Estado y de Gobierno de México, electo por única ocasión para un periodo de cinco años y diez meses sin posibilidad de reelección.
- 3 senadores. Miembros de la cámara alta del Congreso de la Unión. Dos electos por mayoría relativa y uno otorgado por el principio de primera minoría. Todos ellos por un periodo de seis años a partir del 1 de septiembre de 2018 con posibilidad de reelección por un periodo adicional.
- 3 diputados federales. Miembros de la cámara baja del Congreso de la Unión. Todos ellos electos para un periodo de tres años con la posibilidad de reelección por hasta tres periodos adicionales.

## Resultados electorales

### Presidente de México
|  | 39.66 % |

|  | 31.90 % |

|  | 18.47 % |

|  | 7.18 % |

|  | 0.10 % |

|  | 97.31 % |

|  | 2.62 % |

|  | 0.07 % |

### Senador de la República

#### Senadores Electos
| Partido | Candidato                     | Tipo de elección |
| ------- | ----------------------------- | ---------------- |
|         | Martha Márquez Alvarado       | Primera fórmula  |
|         | Juan Antonio Martín del Campo | Segunda fórmula  |
|         | Daniel Gutiérrez Castorena    | Primera minoría  |

#### Resultados
|  | 36.10 % |

|  | 28.98 % |

|  | 26.24 % |

|  | 3.35 % |

|  | 2.59 % |

|  | 97.25 % |

|  | 2.68 % |

|  | 0.07 % |

### Diputados federales por Aguascalientes

#### Diputados Electos
| Distrito | Candidato                      | Partido | Tipo de elección |
| -------- | ------------------------------ | ------- | ---------------- |
| 1        | Francisco Javier Luevano Núñez |         | Mayoría relativa |
| 2        | Elba Lorena Torres Díaz        |         | Mayoría relativa |
| 3        | Martha Elisa González Estrada  |         | Mayoría relativa |

#### Resultados por partido
|  | 32.67 % |

|  | 26.23 % |

|  | 18.83 % |

|  | 4.38 % |

|  | 3.34 % |

|  | 3.15 % |

|  | 2.67 % |

|  | 2.43 % |

|  | 2.28 % |

|  | 95.98 % |

|  | 3.92 % |

|  | 0.10 % |

### Resultados por distrito electoral

#### Distrito 1. Jesús María
|  | 35.79 % |

|  | 31.11 % |

|  | 19.87 % |

|  | 4.71 % |

|  | 4.18 % |

|  | 95.66 % |

|  | 4.26 % |

|  | 0.08 % |

#### Distrito 2. Aguascalientes
|  | 36.69 % |

|  | 33.72 % |

|  | 18.40 % |

|  | 4.10 % |

|  | 3.34 % |

|  | 96.24 % |

|  | 3.67 % |

|  | 0.08 % |

#### Distrito 3. Aguascalientes
|  | 41.79 % |

|  | 29.02 % |

|  | 18.29 % |

|  | 4.33 % |

|  | 2.62 % |

|  | 96.04 % |

|  | 3.84 % |

|  | 0.12 % |